# Famille Robiou du Pont
La famille Robiou est une famille subsistante d'ancienne bourgeoisie française, originaire de Bretagne. Elle apparait au XVIIe siècle dans la région de Tinténiac, en Ille-et-Vilaine,. Elle forma plusieurs branches qui se différencient par leurs noms de terre. La branche Robiou de La Tréhonnais, éteinte, aurait obtenu une maintenue de noblesse le 11 août 1730. La branche Robiou du Pont est aujourd'hui la seule subsistante de cette famille.

## Historique
La famille Robiou était une ancienne famille de la bourgeoisie du pays de Tinténiac, où certains de ses membres remplissaient des fonctions juridiques ou fiscales pour la seigneurie de Tinténiac. Plusieurs d'entre eux s'étaient alliés à la noblesse des environs et certains prenaient le titre d'écuyer.
Elle forma plusieurs branches qui possédèrent les seigneuries de la Bussardière, de la Tréhonnais, du Pont et de Lupin, dans la région de Rennes.
Selon Les Filiations bretonnes (1922) d'Henri Frotier de La Messelière, elle remonterait à Olivier Robiou, seigneur de La Buzardière, qui parut dans une montre en 1543 et aurait épousé en premières noces Jeanne Dauvert et en secondes noces Marie de L'Estang .
« Du premier mariage serait venu entre autres Guillaume, qui serait l'auteur des Robiou de La Tréhonnais, du Pont et de La Vrignais, et du second, Julien, auteur présumé de la branche de Treffandel et de La Touche. Toutefois la filiation certaine de la première branche remonterait à 1652, celle de la deuxième à 1627 ».	
Selon Raoul de Warren « Cette famille ne semble pas avoir été maintenue noble au XVIIe siècle, mais l'aurait été en 1730 ».
André Borel d'Hauterive indique que la branche des seigneurs de la Tréhonnais (éteinte), fut maintenue noble par arrêt du parlement de Bretagne en date du 11 août 1730, depuis Jean Robiou, seigneurs de la Falaise et de la Perrière, vivant en 1460.
Toutes les branches de la famille Robiou sont aujourd'hui éteintes à l'exception de la branche Robiou du Pont.
Cette famille est différente de la famille Robiou de Kerguezennec, de Quilliamont et de Troguindy, maintenue noble en 1726 et 1776 et qui avait pour armes « d'argent aux 3 fasces d’azur ».

## Personnalités
Cette famille compte les personnalités suivantes :
- Louis Robiou de La Tréhonnais (1784–1870), prélat français ;
- Félix Robiou de La Tréhonnais (1818–1894), historien et universitaire français.

## Armes
De gueules, à la fasce d'or, accompagnée de six croisettes pattées du même, trois en chef, trois en pointe.